# Caligus crusmae
Caligus crusmae is een eenoogkreeftjessoort uit de familie van de Caligidae. De wetenschappelijke naam van de soort is voor het eerst geldig gepubliceerd in 1982 door Castro-Romero & Baeza-Kuroki.